# The Whole Truth (série télévisée)
Pour les articles homonymes, voir The Whole Truth.
The Whole Truth (ou Juste la vérité au Québec) est une série télévisée américaine en treize épisodes de 42 minutes créée par Tom Donaghy dont seulement six épisodes ont été diffusés entre le 22 septembre 2010 et le 1er décembre 2010 sur le réseau ABC.
Au Québec, la série a été diffusée à partir du 1er juin 2012 sur Séries+. En France, la série devait être diffusée sur TMC mais elle a été diffusée à partir du 28 février 2013 sur TF1.

## Synopsis
Cette série suit la manière dont des affaires juridiques sont construites, à la fois du côté de la défense et de l'accusation qui sont menées par des amis d'enfance.

## Distribution

### Acteurs principaux
- Rob Morrow (VF : Xavier Fagnon) : Jimmy Brogan
- Maura Tierney (VF : Laura Blanc) : Kathryn Peale
- Eamonn Walker (VF : Daniel Lobé) : Terrence « Edge » Edgecomb
- Anthony Ruivivar (VF : Tony Joudrier) : Alejo Salazar
- Sean Wing (en) (VF : Yannick Blivet) : Chad Griffin
- Christine Adams (VF : Laura Zichy) : Lena Boudreaux (10 premiers épisodes)

### Acteurs secondaires
- Stephanie Lemelin (en) (VF : Marion Lécrivain) : Rhonda
- Ellen Gerstein (VF : Geneviève Le Meur) : Tina (11 épisodes)
- Dee Dee Rescher (en) : Joy Shulack (5 épisodes)
- Judd Hirsch : Juge Wright (épisode 3)
- Annabella Sciorra (VF : Anne Rondeleux) : Madeline Landon (épisode 5)

Version française
- Adaptation et traduction des dialogues : Caroline Lecoq et Fanny Beraud

 Source et légende : version française (VF) sur RS Doublage

## Production
Le pilote a été commandé en janvier 2010.
Le casting a débuté en février 2010, dans cet ordre : Eamonn Walker, Sean Wing (en), Joely Richardson (Kathryn), Rob Morrow, Anthony Ruivivar et Christine Adams.
Le 13 mai 2010, ABC commande la série puis cinq jours plus tard, lui assigne la case du mercredi à 22 h à l'automne.
Entre-temps, Joely Richardson quitte la série. Elle sera remplacée en juin par Maura Tierney.
Parmi les invités : Judd Hirsch et Annabella Sciorra.
La série a été annulée le 25 octobre 2010 après la diffusion de quatre épisodes, mais laisse la série à l'horaire et les treize épisodes commandés seront produits. Le lendemain de diffusion du cinquième épisode, ABC retire de l'horaire les épisodes de novembre prévus, a diffusé un épisode en décembre pour ensuite la retirer complètement. Les sept épisodes restants ont été diffusés aux Pays-Bas et en Australie en 2012, avant le Québec et la France.

## Épisodes
1. Monsieur le Professeur (Pilot)
2. Un homme à la mer (Thicker Than Water)
3. Juge et Partie (Judicial Discretion)
4. Au-delà des aveux (True Confessions)
5. Mes jeunes amants (When Cougars Attack)
6. Suspectes (Liars)
7. L'Homme qui en savait trop (Uncanny)
8. Le Maître et l'Élève (Cold Case)
9. Qui de nous deux ? (Young Love)
10. Le Témoin idéal (Perfect Witness)
11. Dangereuse interprétation (Lost in Translation)
12. Kathryn Peale à la barre (The State Calls Kathryn Peale)
13. Ultime Verdict (The End)